# カルロッタ・パッティ
カルロッタ・パッティ（Carlotta Patti 1840年頃 - 1889年6月27日）は、19世紀のソプラノ歌手。オペラで活躍し、妹には有名なソプラノのアデリーナ・パッティがいる。様々な出典の間で彼女の生年は揺らいでおり、1835年、1840年、1842年などの説がある。
音楽家一家に生まれたカルロッタは幼い頃アンリ・エルツにピアノを習っており、その後妹を追う様に歌の道へと入った。カルロッタは子どもの頃に、歩く際に明らかに足を引きずる障害を負ってしまう。このことが原因で、彼女はオペラへの出演を避けて専ら演奏会の舞台に上がることを好んでいた。デビューは1861年、ニューヨークの音楽アカデミーにおいてであった。同年、バーナード・ウルマンと共に北米ツアーを行い、成功を収めている。1863年にはロンドンのロイヤル・オペラ・ハウスでの演奏会においてイギリスデビューを果たし、パリやウィーンでも出演が続いた。妹ほどの名声を得ることはできなかったものの、それでもカルロッタはアメリカ、イギリス、オーストラリアなどで演奏会を行い、トップ級の地位を手にしていた。彼女はその非常に広い声域によって知られており、アルティッシモによりG#にまで届く声が出たと伝えられる。彼女はこの声域が栄えるよう、モーツァルトの「魔笛」から『復讐の炎は地獄のように我が心に燃え』をよく歌っていた。カルロッタは1889年6月27日、癌のためパリで没した。